# ジェイコブ・ブルーム
ジェイコブ・ブルーム（英:Jacob Broom、1752年10月17日-1810年4月25日）は、現在のアメリカ合衆国デラウェア州ウィルミントン出身の実業家、政治家である。デラウェア代表として、アナポリス会議（1786年）とフィラデルフィア憲法制定会議（1787年）に出席し、アメリカ合衆国憲法に署名した。デラウェア邦議会議員も務めた。息子のジェイムズ・M・ブルームおよび孫のジェイコブ・ブルームは共にアメリカ合衆国下院議員を務めた。
ブルームの父は鍛冶屋転じて裕福な農夫となったジェイムズ・ブルームであり、母はクエーカー教徒のエスター・ウィリスだった。1773年にレイチェル・ピアスと結婚し、8人の子供を育てた。

## 教育と経歴
ブルームは、ウィルミントンのオールド・アカデミーで初等教育を受けた後、農夫、測量師と職業を変え、最後に羽振りのいい地元の実業家になった。若いときでもウィルミントンの繁栄する実業界から相当な注目を集め、その名声が政界に入ることも促進した。様々な地元の役職を経験し、町の査定人、「通りの監視人」つまり通りや水道、下水設備の世話をする責任のある集団およびニューキャッスル郡の治安判事も経験した。1776年には24歳でウィルミントンの副市長になり、その後の数十年間に6度もこの職に再選された。市長も4度務めた。選挙で負けたことは無かった。
クエーカー教徒である友人や親戚の強い平和愛好主義の影響があり、革命のために戦うことからは一線を画していたが、それでも独立を支持する側に貢献した愛国者であった。例えば、大陸軍の配置については測量士としての能力を生かし、ブランディワインの戦いの前にジョージ・ワシントンのために詳細な地域の地図を準備した。政治的な視野は独立の後で広がり、所属する地域社会がデラウェア邦議会に代議士として送り出し（1784年-1786年および1788年）、議会が今度はアナポリス会議に邦の代表として選んだ。他の多くの代議員と同様に、短い会期の会議には出席できなかったが、会議の要求する政治改革にはおそらく同調した。

## 憲法制定会議
ブルームは憲法制定会議まで国の政治に関わってはいなかったが、強い中央政府を熱心に支持する者となった。ジョージ・ワシントンが1783年にウィルミントンを訪れたときに、ブルームは「あなたの忠告と影響力に寄与し、我々の自由、幸福および繁栄の恒久的な樹立に欠かせない出来たばかりの政府の調和と連帯を促進すること」を薦めた。
ブルームはこれらの意見を抱いてフィラデルフィアに行き、各州の要求することに反応する力強い政府を確保する手段に一貫して賛成票を投じた。上院議員の任期は9年とすることに賛成し、各州が平等に代表を送ることに賛成した。州議会が連邦議会に送る代表の給与を払うことを望み、代わって連邦議会が州法に対する拒否権を持つことを欲した。また州議会には大統領選挙人を選ぶ権限を与えることを求め、大統領は終身任務とすることを望んだ。ブルームはフィラデルフィア会議の会期に誠実に出席し、重要と考える問題については何度か発言したが、演説の大半はもっと影響力があり経験豊富な代議員に任せた。ジョージアの代議員ウィリアム・ピアスはブルームのことを「飾り気の無い良い男だ。能力もあるが何ものも人目に付く様にはせず、公衆の前では静かだが個人的には快活で打ち解けている」と表現した。

## その後の経歴
憲法制定会議の後、ブルームはウィルミントンに戻り、1795年に市の郊外ブランディワイン・クリーク近くに家を建てた。その主要な関心は地元の政府にあった。ウィルミントン市政の仕事を続けることに加えて、初代郵便局長になった (1790年-92年)。
長年、ウィルミントンのデラウェア銀行役員会で議長を務めた。綿糸工場も運営し、また紡績機械を生産し修理する機械工場を運営した。その工場資産を1802年にデュポンに売却し、それがデュポンの製造帝国の中心となった。沼鉄鉱の採掘に関する計画にも関わったが不成功だった。さらに興味は内陸部の改良に向けられた。有料道路、運河および橋であった。息子のジェイムズに宛てた1794年の手紙ではこれら多くの計画に触れている。
ブルームは慈善的また宗教的活動にも時間を割いた。オールド・アカデミーとの長い間の関係からウィルミントン大学としての再組織化に関わるようになり、大学の最初の評議員会にも参加した。また地域社会の宗教活動にもオールド・スウェーデン教会の平信徒指導者として深く関わった。
ブルームは58歳の1820年に仕事で行ったフィラデルフィアで死に、そこのクライストチャーチ墓地に埋葬された。
ブランディワイン近くにあるブルームの家、ジェイコブ・ブルーム・ハウスは1974年に国定歴史建造物と宣言された。